# Торре Баро — Вальбона (станция метро, Барселона)
Торре Баро — Вальбона (кат. Torre Baró | Vallbona) — станция Барселонского метрополитена, расположенная на линии 11. Открытие станции состоялось 14 декабря 2003 года в составе пускового участка линии 11 от станции «Тринитат Нова» до станции «Кан-Куйас». Станция расположена в районе Торре-Баро округа Ноу Баррис Барселоны.
Это единственная станция на данной линии, являющаяся наземной, и одна из двух на линии 11, которая имеет два станционных пути (вторая - "Кан-Куиас").

## Название

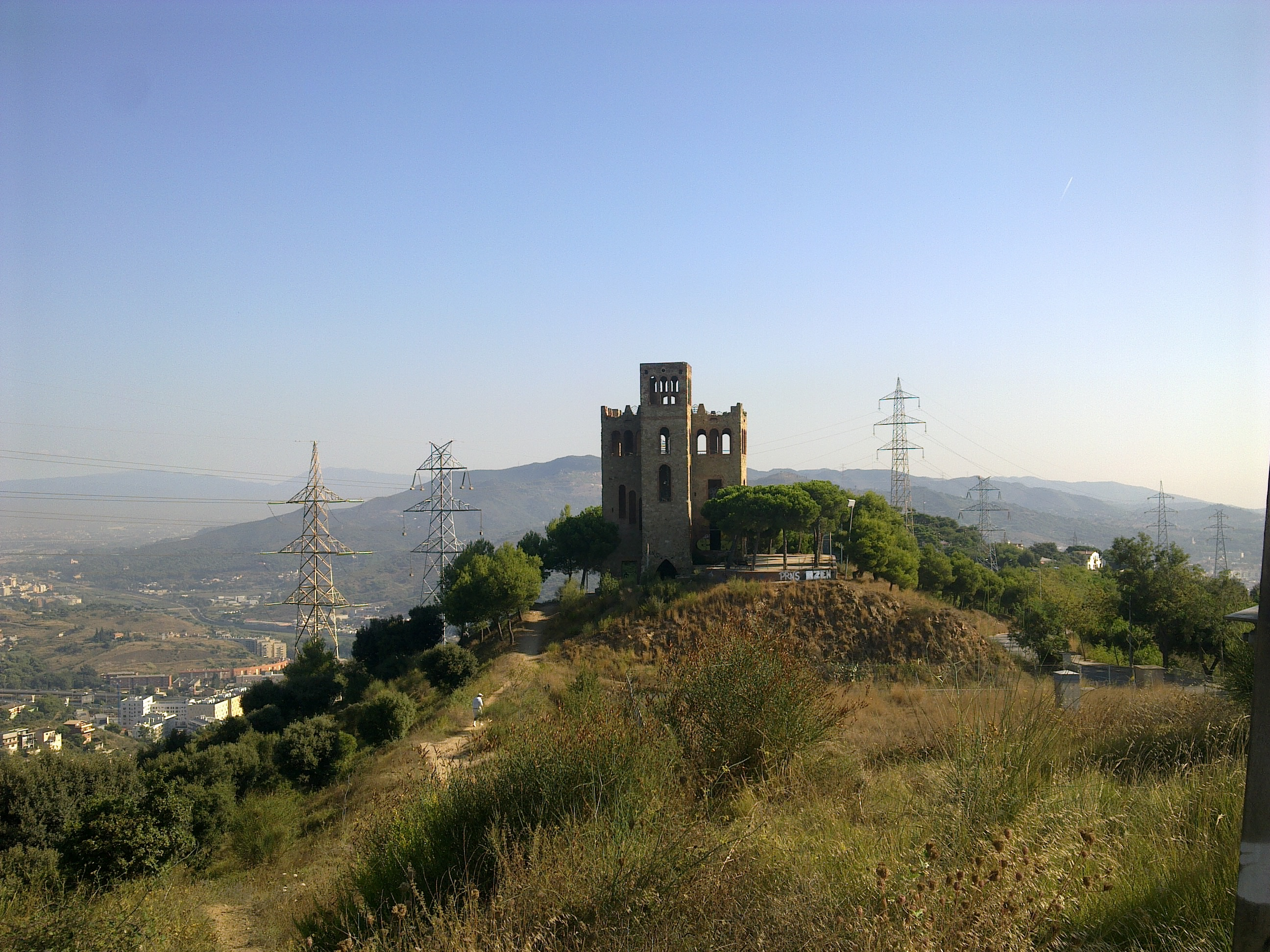
Замок Торре Баро

Двойное название станции обусловлено близостью станции к двум районам Барселоны - Вальбона (к северу от станции) и Торре-Баро (к югу), в котором станция находится. Название последнего происходит от замка Торре-Баро, построенного в 1905 году, и открытого для публичного посещения после реставрации в 2014 году.

## Конструкция
Станция имеет две береговые платформы прямой формы. Над платформами установлены стеклянные навесы.
В 2009 году на станции установили платформенные раздвижные двери.

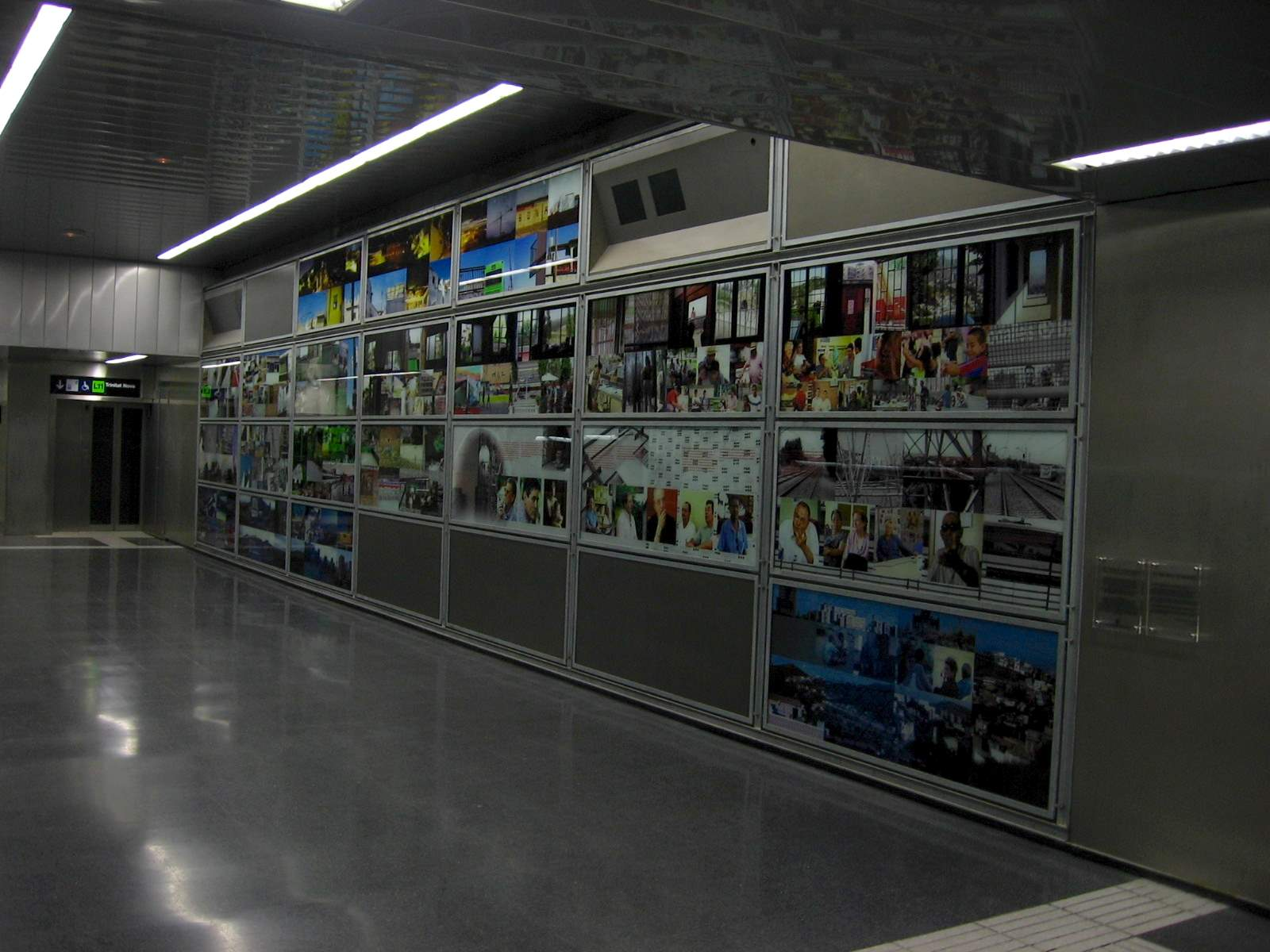
Коллаж на переходном мостике.

## Оформление
На одной из стен переходного мостика на путями установлен коллаж из фотографий, сделанных во время строительства станции.

## Выход в город
Западный выход со станции ведёт на улицу Сан-Фелиу-де-Кодинес (кат. Carrer Sant Feliu de Codines), восточный выход - к проспекту Эсколапи Кансер (кат. Avinguda d'Escolapi Càncer).